# Гоцирідзе (станція метро)
41°44′33″ пн. ш. 44°47′04″ сх. д. / 41.74250° пн. ш. 44.78444° сх. д.
Гоцирідзе(груз. გოცირიძე; до 2011 — «Електродепо» «ელექტროდეპო») — одна з двох наземних станцій Тбіліського метрополітену.
Розташована на Ахметелі-Варкетільській лінії між станціями «Дідубе» і «Надзаладеві». Була відкрита 11 січня 1966.
Дві берегові платформи, без даху. У 2011 році була проведена реконструкція платформ.

## Історія
Колишня назва — по розташованому поруч електродепо «Надзаладеві», сучасна — на честь керівника Тбіліського метробуду Віктора Гоцирідзе. Раніше, з 1990-х років по 2007, ім'я Гоцирідзе носила інша станція метро — «Деліс».

## Ресурси Інтернету
- Тбіліський метрополітен [Архівовано 19 травня 2014 у Wayback Machine.](англ.)
- Тбіліський метрополітен(груз.)